# 海上の盟
海上の盟（かいじょうのめい）は、宣和2年（1120年）に北宋と金の間で遼（契丹）を挟撃するために締結された軍事同盟。

## 背景
北宋は建国当初より太祖趙匡胤の方針により、文治主義が国是であり軍隊は弱体であった。このため常に西夏など周辺諸国の軍事的脅威に晒され、中でも北方の遼は、強力な軍事国家であったという事実に加え、領土問題（燕雲十六州）という火種を抱えているという事情もあって最大の脅威であった。このため北宋は真宗時期以降、対外的に「澶淵の盟」等に代表される条約を締結、歳幣と称する金品を支払うことで名目上の友好関係を成立させてきた。

## 成立
徽宗の政和5年（1115年）、金の太祖阿骨打は遼の討伐軍を撃破し、国家としての基礎を固めた。この国際情勢を観察していた北宋は童貫・趙良嗣らが勃興著しい金と結んで遼を挟撃することを進言し、馬政とその子の馬拡を派遣し金との交渉を行った。
この時、陸路では遼の領土を通過しなければならないため、馬政・馬拡は海路で金の領土である遼東に赴いた。
交渉の結果同盟が成立し、海路で相互に往来したことから、この条約は「海上の盟」と称されることになった。

## 経過
成立した同盟ではあったが、遼に対して挟撃作戦を開始しようとした矢先、北宋では方臘の乱が発生し、その鎮圧に北伐軍を転用せざるを得ず、北宋は作戦に出遅れてしまった。
方臘の乱鎮圧後、ようやく童貫を指揮官に北宋軍は出征したが、耶律大石・耶律淳らの率いる遼の残党（北遼）の抵抗は予想以上に激しく、首都である燕京攻略に手こずるばかりか逆襲を受け、白溝河にまで退却を余儀なくされるほどの大打撃を受けた。耶律淳の死後にそれに乗じて劉延慶の指揮の下、燕京奇襲が実行され、耶律大石を市街戦にまで追い詰めたが、結局この攻撃も耶律大石の強固な防戦により失敗した。童貫は北遼の李処温と内通し、これに謀反を起こさせたが、この謀略は耶律大石に露呈し、李処温は処刑された。
万策尽き、独力での燕京攻略は不可能と判断した童貫は、金に燕京攻略を依頼した。これを受理した阿骨打は、北方より三路から燕京を攻撃し、耶律大石は居庸関においてこれを迎撃したが、敗北して金軍に捕らえられ、燕京は陥落した。このとき金の群臣は阿骨打に、北宋が燕京攻略の役に立たなかった事実により、燕京の譲渡を拒否してはどうかと進言した。しかし、阿骨打は海上の盟を理由にその進言を退け、住民・財産の略奪を行った後、事実上の空城を譲渡し、更に北宋に必要経費の数倍にあたる戦費（銅銭百万緡・兵糧二十万石）を請求するという実利重視の方針を取った。

## 破綻
こうして、金と協力して遼を華北より駆逐することに成功したものの、この後北宋は同盟継続中であったにもかかわらず、金の反乱者である張覚の受け入れ、遼と同盟し金を敵とした密約を結ぶ等、背信を続けた為、怒った金は遂に黄河を越え開封攻撃を敢行、北宋は滅亡へと向かうこととなる。